# Lee Frost
Lee Frost (Globe, 14 agosto 1935 – New Orleans, 25 maggio 2007) è stato un regista, sceneggiatore, montatore e direttore della fotografia statunitense.
Nel corso della sua carriera ha usato una gran varietà di pseudonimi, facendosi accreditare come David Kayne, Leoni Valentino, Carl Borch, Robert Lee Frost o semplicemente R.L.Frost.

## Biografia
Nato in Arizona, è cresciuto a Glendale (in California) e quindi a Oahu, Hawaii. Dopo essersi trasferito a Hollywood ha iniziato la propria carriera dirigendo spot televisivi per lo studio Telepics.
Ha debuttato nel mondo del cinema dirigendo Surftide 77 nel 1962. Tra gli anni sessanta e settanta ha diretto molti film d'exploitation tra i quali i più noti sono Camp 7 - Lager femminile del 1969 e Polizia investigativa femminile del 1974. Frost era solito ritagliarsi sempre dei piccoli ruoli come attore nei propri film.
Con il tramonto dell'epoca d'oro del genere che lo ha reso celebre si è dedicato a lavorare come montatore e direttore della fotografia, incarichi che aveva già ricoperto più volte nei propri film. Nel 1995 è tornato alla regia, dirigendo il suo ultimo film Private Obsession.

## Filmografia
- Surftide 77 (1962)
- House on Bare Mountain (1962)
- Mondo Freudo (1966)
- La bestia erotica (1968)
- Sperone selvaggio (1968)
- The Pick-Up (1968)
- Camp 7 - Lager femminile (Love Camp 7) (1969)
- Nascondi la tua donna, prendi il fucile, arrivano... gli Scavengers (1969)
- Violentata davanti al marito (Chain Gang Women) (1971)
- The Thing With Two Heads (1972)
- Polizia investigativa femminile (Policewomen) (1974)
- In corsa con il diavolo (Race with the Devil) (1975)
- The Black Gestapo (1975)
- Dixie Dinamite & Patsy Tritolo (Dixie Dynamite) (1976)
- Sweet Captive (1979)
- Private Obsession (1995)